# Sol Música
Sol Música es un canal español de televisión por internet dedicado a la música, producido por AMC Networks International Southern Europe, que comenzó sus emisiones en la televisión convencional a primeros de julio de 1997 y cerró el 13 de abril de 2023 a las 6:00 AM para ser sustituido por ¡Buen Viaje! en las plataformas de pago. Actualmente emite en formato FAST en Orange TV, Jazztel TV (en ambos en el Dial 175), Samsung TV Plus y LG Channels (dial 814).

## Historia

### Inicio de emisiones
Al comienzo de sus emisiones, el canal emitía música internacional, española y portuguesa, que fue cambiado cuando se separaron, dirigidos específicamente a los jóvenes de cada país. Sol Música Portugal dejó de emitir en enero de 2005 (siendo sustituido por The Biography Channel), quedando solo en emisión en exclusiva la versión española.

### Diferentes rumbos del canal
Cerró sus emisiones el 13 de abril de 2023 a las 6:00 AM siendo su último videoclip del canal en las plataformas de pago "La ley" de Índigo para ser sustituido por el canal ¡Buen Viaje!, aunque, desde el 23 de marzo de 2023, se convirtió en un canal totalmente gratuito a través de su canal de YouTube, Instagram, Facebook, Twitter y a través de la web, en donde continúan sus emisiones aunque estas fueron interrumpidas el 1 de mayo de 2023 durante algunas horas pero fueron reaundadas rápidamente, el 29 de mayo de 2023 sus emisiones fueron interrumpidas ya no volvió de momento.

### Primera época de pago
Hace varios años que el canal esta enfocado mayormente en ser una ventana para dar a conocer a los artistas de carácter poco comerciales y con estilos dentro de sus programas Top Sol, Sol Latino, Sol Indie y Sol Urban, así como el programa de entrevistas "A Solas". A su vez, Sol Música emite algunos contenidos de música comercial, pero en mucha menor medida que otros canales musicales.

### Streaming en redes sociales
Cuando el canal pasó a solo emitir por redes sociales, éste se convirtió en un bucle de entrevistas que había realizado el canal anteriormente.

## Disponibilidad

### España
El 28 de octubre de 2016 el canal abandonó el dial de Movistar+ por decisión de la propia plataforma.
El 2 de julio de 2019, Vodafone TV incorporó a su oferta la señal en alta definición del canal.
El 27 de marzo de 2020, Orange TV incorporó en el díal 74 la señal en alta definición de Sol Música.
El 14 de octubre de 2021, el canal volvió a incorporarse a Movistar+ en el dial 110, cinco años después de su retirada de la plataforma.
A partir del 23 de marzo de 2023, el canal pasó a estar disponible en YouTube, Instagram, Facebook, Twitter y a través de la web.
A partir del 12 de julio de 2023, el canal pasó a emitir en Samsung TV Plus.
El 22 de agosto de ese mismo año, vuelve al dial de Orange TV y Jazztel TV.
El 8 de noviembre de ese mismo año, empezó a emitir en tivify.tv.

## Logotipos

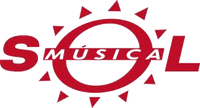
Noviembre 1997 - Septiembre 2007
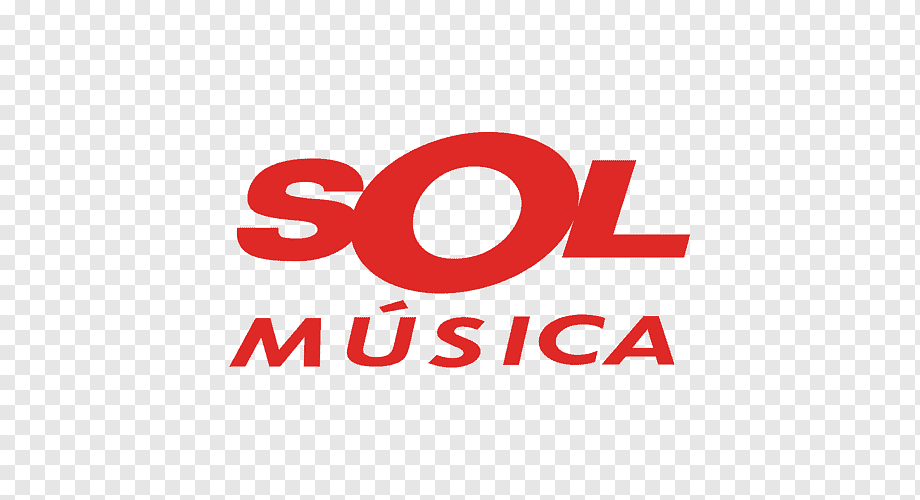
Septiembre 2007 - Actualidad